# Onna Daigaku

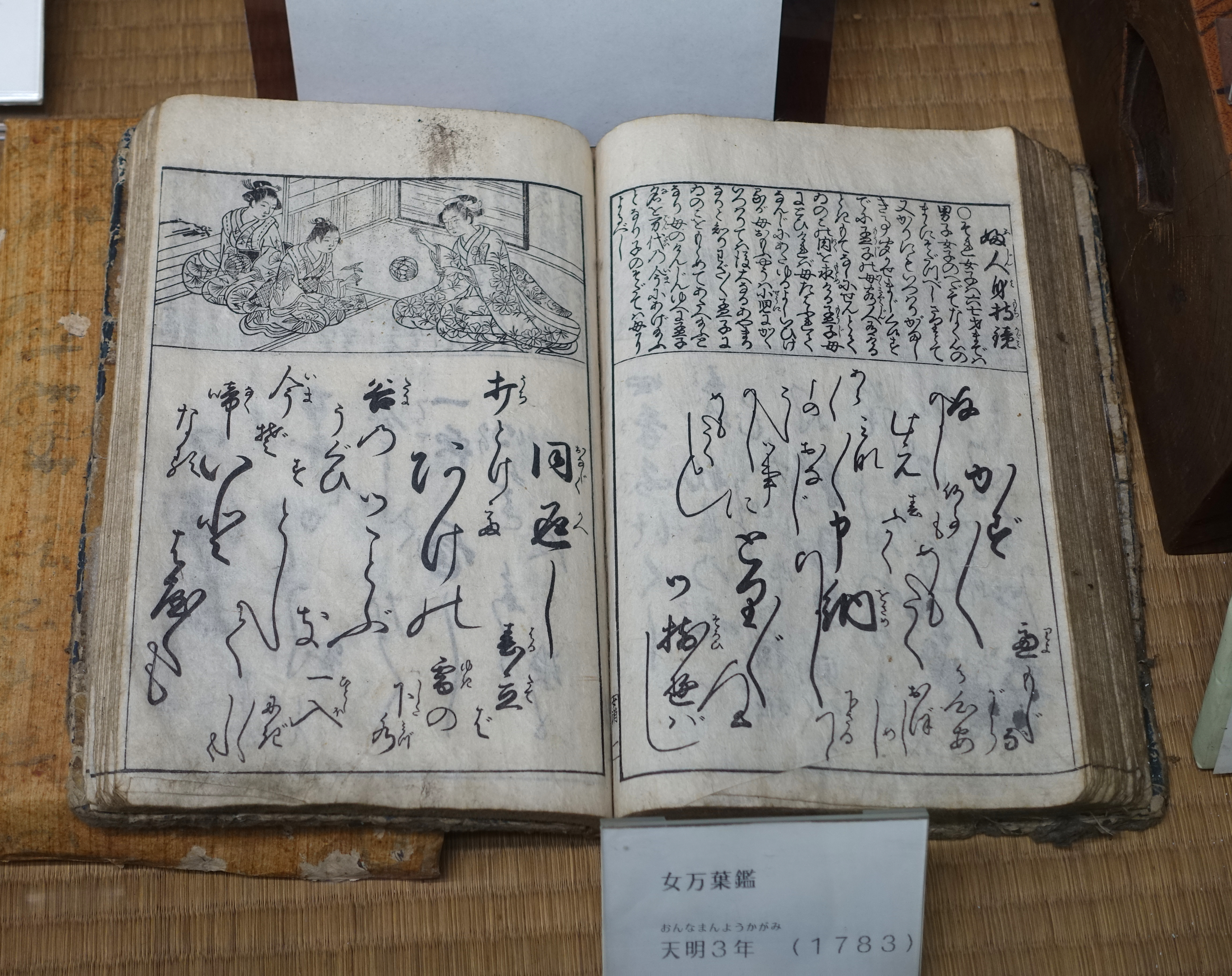
Onna Daigaku, ấn bản năm 1783

Onna Daigaku (女大学 Nữ Đại Học) là một cuốn huấn thư của Nhật Bản ra đời vào thời Edo ủng hộ các giá trị Chu Tử học trong giáo dục cho phụ nữ, với ấn bản cổ nhất hiện tại có niên đại từ năm 1729. Tác phẩm này thường được cho là của nhà nho Kaibara Ekiken.

## Giáo dục phụ nữ
Onna Daigaku được coi là cuốn sách nổi tiếng nhất của Ekiken, người ta thường đem tặng cho các tân nương do văn phong dễ hiểu và thiếu tài liệu hướng dẫn chung cho những đôi vợ chồng mới cưới. Sách chỉ dạy về nhu cầu đạo đức nhằm mục đích khiến phụ nữ phải lệ thuộc hoàn toàn trước các nhu cầu của chồng và gia đình. Cuốn sách cho rằng phụ nữ quá ngu ngốc khi tin tưởng vào chính mình và phải "đánh mất lòng tin vào bản thân và phục tùng chồng mình". Giới học giả chỉ ra rằng sự lưu hành rộng rãi của tác phẩm này chính là phản ánh sự kỳ thị nữ giới dưới thời Edo. Onna Daigaku về sau bị những người ủng hộ giáo dục phụ nữ phê phán kịch liệt vào thời Minh Trị.

### Bảy lý do để ly hôn
Onna Daigaku khuyến khích một số lý do để người chồng được ly hôn với vợ, bao gồm cả việc không vâng lời mẹ chồng, hiếm muộn (trừ khi một người phụ nữ mắc chứng vô sinh được phép nhận con vợ lẽ làm con nuôi), dâm ô, ghen tuông, bệnh hủi, nói quá nhiều hoặc thói ăn cắp vặt.